# Кравченко, Владимир Фёдорович
Владимир Фёдорович Кравченко (род. 18 марта 1953, Владимир-Волынский, Волынская область) — русский писатель, прозаик, переводчик, редактор; член СП СССР (с 1991), член Союза российских писателей.

## Биография
Родился в семье офицера-фронтовика, инвалида войны, мать — учитель русского языка и литературы. Вырос и окончил школу во Львове. Учился во Львовском политехническом институте, служил два года в армии в ракетных войсках на полигоне Байконур-Тюратам.
«С началом возобновившихся бомбардировок Севера написал рапорт и, как оператор ЗРК С-75, проходил подготовку для участия в воздушной войне во Вьетнаме, к боевым действиям не успел — война кончилась. Свой 1973-й дембельский год встречал на посту, охраняя склад ракет с ядерными боеголовками. Одно из сильнейших ощущений молодости — угроза атомной войны, казавшейся нам почти неминуемой, ощущение хрупкости мира, балансирующего в противостоянии двух супердержав, потерявших голову в гонке вооружений. Горы накопленного оружия, потраченных ресурсов, убитых сил и средств стали памятником человеческому безумию. Закрученное в те годы колесо противостояния не могут остановить, спусковой крючок и кнопка пуска стали главным аргументом мира…», вспоминал сам Кравченко.
В 1979 году окончил Литературный институт имени М. Горького, семинар прозы Григория Бакланова.
С 1980 по 1987 год — ведущий редактор издательства «Молодая гвардия», где курировал переводную прозу Украины, Белоруссии, Грузии, Азербайджана, Казахстана и др.
С началом перестройки по приглашению Григория Бакланова заведовал Отделом книжных приложений в журнале «Знамя», публиковал однотомники прозы и поэзии «Золотой военной библиотеки» авторства В. Быкова, В. Богомолова, К. Воробьева, И. Бабеля, В. Некрасова, А. Твардовского, К. Симонова, Е. Носова, А. Бека, Е. Ржевской, Д. Гранина, В. Семина, В. Курочкина, В. Гроссмана, В. Кондратьева, Ю. Домбровского, публицистику ведущих экономистов и многих других писателей.

## Творчество
Дебютировал в 1979 году в газете «Литературная Россия» с рассказом «В поезде». Повести и романы публиковались в журналах «Новый мир», «Знамя», «Дружба народов», коллективных сборниках. В 1999 году отправился в одиночку на парусной байдарке в путешествие по Волге от истока реки и до устья, чтобы написать книгу путевой прозы об увиденном, пережитом и перечувствованном. Родившаяся в ходе этого беспримерного плавания «Книга реки» стала ярким фактом не только личной биографии писателя, но и литературной жизни.  Отрывки из произведений В.Кравченко вошли в методическую литературу по подготовке к экзаменам по ЕГЭ.
Рассказ «Тени забытых» был отмечен Чеховской премией как лучший русский рассказ 2013 года.
Литературный дебют Владимира Кравченко высоко оценил Чингиз Айтматов, написавший о первых повестях молодого писателя так:
```
«…Кравченко мне многое сказал тем,  что его проза, будучи с виду вполне традиционной, повествовательной, монологичной, сдержанной по части столь модных ныне сексстрастей, заключает в себе поистине художническое чутье, чего бы он ни касался — и души, и предмета. Это мастерство современно мыслящего писателя…».     («Литературная газета» 13.01.93 №1-2 (5430)
```

## Премии
- Лауреат Чеховской премии СРП (2013).

## Основные работы
- «Почему ты все дуешь в трубу, молодой человек?», повесть в сб «Начало», Издательство «Советский писатель», 1981
- «Книга реки. В одиночку под парусом», Роман-странствие, Издательство «ФормаТ». СПб, 2014. ISBN 978-5-98147-027-1
- «Не поворачивай головы. Просто поверь мне…» Роман, Издательство «РИПОЛ-классик», 2016 (номинировался на премию Русский Букер, входил в лонг-лист премий "Ясная Поляна" и "Большая книга"). ISBN 978-5-386-09401-0
- «Ужин с клоуном», Роман, повести, рассказы. Издательство «ФормаТ». СПб, 2018. ISBN 9785981470622
- !!! (кликабельно) Фотоальбом «Volga» (на 10 мировых языках), Издание Министерства по туризму РФ, 2004

## Отзывы
«Роман незаурядный, прочитывающийся и как важное свидетельство о современной действительности, и как бесстрашная исповедь сына века. А главное — написано хорошо, зримо и интонировано точно. И Байконур очень хорош: письмо плотное, необыкновенно изобразительное, с бездной „говорящих“ деталей. Что до революционности текста (до сращения „бумаги“ с Интернетом), то я лично не большой охотник этого, но пусть будет и это — как бонус для читателей уже новых поколений…»
Сергей ЧУПРИНИН литературный критик (Москва)
«Восхищена. Очень фактографично. Письмо Кравченко напоминает какую-то гравюру, или гравировку. Столько деталей, и так всё отчётливо… И что-то в этом во всем есть — от сокровища, которое будет всегда только накапливать свою ценность, свою стоимость…»
Марина КУЛАКОВА поэтесса (Нижний Новгород)
«Странная это книга, завораживающая, ни на что не похожая. Во всяком случае, мне аналоги неведомы. Плотный, многослойный, метафоричный текст ведет сквозь тончайшие, сложнейшие извивы и переливы души, двух душ. Страшно это читать и сладко».
Владимир КОЧЕТОВ — критик, издатель.
«Некий образ нашей энергетически да экзистенциально Пульсирующей планеты — задался у Кравченко; и впечатляет весьма…»
Виталий ПОСТОЯНЦЕВ — писатель, прозаик.
«Новый мир» сейчас часто ругают, и по мне — заслуженно. Но повесть «Прохожий проспекта Мира» — несомненная удача журнала. Повесть исполнена рукой свободной и сильной, отмечена глубоким художественным дыханием и культурой письма, как-то заметно подрастерянной сегодняшней прозой. Редкое художественное чутье автора отметил Ч.Айтматов в своем выступлении на страницах газеты («ЛГ», № 1-2, 93 г.), выделяя предыдущую повесть В.Кравченко «Ужин с клоуном» из всего потока текущей беллетристики. Вызывает уважение уже сама попытка сразиться с действительностью на её сегодняшнем — быстроменяющемся и остроконфликтном — поле. Передать брожение «первобульона», добросовестно погрузившись в информационный шум современного города. Мучительно рефлексирующий, совестливый персонаж, вольноотпущенник времени, шагает по чужому городу и незнакомой стране, с экзистенциальным проницанием вглядывается в происходящее вокруг (смотри, душа, смотри…), как бы художественно рационализируя наш общий диагноз — ацидоз… <…> И многого у нас сейчас нет, но есть порыв к свободе, душа, свободная от лжи, неизбежное будущее, в которое устремлено и это грустное, тонкое, мужественное по мысли повествование, знаменующее собою начало массового перехода русской литературы от коллективного бессознательного к индивидуальному сознательному, выход из подполья вульгарного отношения к народу как к носителю высшей истины, утверждение «я» как цементирующей силы «мы».
"Чудо голодания — так называется книжка Поля Брегга. В чуде обновляемого голоданием организма художник открывает истинный смысл этого чуда — чуда пробуждаемой — восстанавливаемой — человечности своего героя, чуда неутоляемого голодания совести. Волшебство чистой человеческой экзистенции.
Александр ИВАНЧЕНКО («Литературная газета» 2. 2.94 № 5, (5485)
«То ли автор, то ли близкий ему центральный персонаж вспоминает сцену из второй главы „Мертвых душ“ — знаменитое топтание Чичикова и Манилова у входной двери. „Эта мизансцена, вечно стоящая перед нашими глазами, этот вопрос вопросов: кто же возьмет верх и уговорит приятеля войти первым? От этого, и только от этого, зависела дальнейшая фабула, все течение бессмертного романа (поэмы)“. „Патовая ситуация, питаемая чистой энергией искусства“, не имеет прямого касательства к волшебной истории о художнике, прощающемся с юностью. С другой же стороны, прославленный эпизод вроде бы не так уж жестко определяет смысловой рисунок поэмы о похождениях Чичикова. Магия в том, что Кравченко, уловив внефабульную значимость „бытовой сценки“, не только приоткрыл дверцу в гоголевский художественный мир, но и перенастроил читательскую оптику в отношении собственного сочинения. Остановка, задержка действия, пауза оказались важнее стремительного сюжетного разбега, деталь, ласкающая взор, означающая якобы лишь чистую радость художества, обрела тайную энергию, подчинила себе пространство поэмы Гоголя и повести его нового ученика. Случилось то, что Набоков в несколько ином (но и не вовсе нам чуждом!) контексте нарек „гоголизацией“. Кравченко нащупал точку пересечения собственных поисков и дорог Гоголя — точку паузы, остановившегося мига, что околдовывает персонажей, лишает их воли, обращает в статуи. Придверный диалог Чичикова с Маниловым — явление того же порядка, что и многажды обсужденные гоголеведами сцены окаменения.
…Соприкосновение с Гоголем не проходит для его повести бесследно. Гоголевский смысловой фон актуализует главную мысль автора, и его рассуждения о творчестве, о замкнутости человеческого сознания, об утраченной молодости смотрятся совсем иначе, чем вне гоголевского поля. Характерно, что при этом Кравченко не стремится имитировать гоголевский слог, обходится без гоголевской „вещности“ или любимых сюжетных ходов классика. Диалог складывается сам собой, что обусловлено не только редкостной одаренностью Кравченко, но и особенностями поэтического мира Гоголя».
Андрей НЕМЗЕР («Новый мир»,5.1994."СОВРЕМЕННЫЙ ДИАЛОГ С ГОГОЛЕМ")

## Семья
- Жена — писательница Ирина Полянская (1952—2004)
- Дочь - Майя (род. 1984) - врач.